# Wojciech Szymanek
Wojciech Maciej Szymanek (ur. 1 marca 1982 w Warszawie) – polski piłkarz grający na pozycji środkowego obrońcy lub defensywnego pomocnika, trener.

## Życiorys
Karierę zaczynał w 1999 roku w rezerwach warszawskiej Polonii. W tym samym roku został powołany do reprezentacji Polski na Mistrzostwa Świata U-17 w Nowej Zelandii, gdzie wystąpił w dwóch meczach: z Urugwajem i USA.
23 maja 2001 zadebiutował w pierwszej drużyny „Czarnych Koszul” w Ekstraklasie. W 28. kolejce Polonia podejmowała zespół Górnika Zabrze. Szymanek wybiegł w podstawowym składzie, zagrał 90 minut, a jego zespół przegrał 0:2. W pierwszym sezonie gry w seniorskiej drużynie zagrał w 2 meczach i zajął z Polonią 4. miejsce w lidze.
Pierwszą bramkę dla warszawskiej drużyny strzelił 30 sierpnia 2001 roku w meczu 4. rundy Pucharu Ligi z Odrą Wodzisław (2:2). Pierwszego gola w Ekstraklasie zdobył natomiast 19 kwietnia 2002 roku w przegranym 1:4 meczu z Wisłą Kraków.
W sezonie 2002/2003 Polonia wystąpiła w rozgrywkach Pucharu UEFA. W rundzie wstępnej pokonała maltańską Sliemę Wanderers (3:1, 2:0). W I rundzie odpadła jednak z portugalskim FC Porto (0:6, 2:0). Szymanek zagrał we wszystkich tych spotkaniach.
W sezonie 2003/2004 Polonia wzięła udział w rozgrywkach Pucharu Intertoto, jednak odpadła tam już w 1. rundzie po dwumeczu z kazachskim Tobołem Kostanaj (0:3, 1:2). Piłkarz wystąpił tylko w meczu rewanżowym.
Sezon 2005/2006 zakończył się spadkiem Polonii do II ligi. Szymanek zagrał wtedy w 15 meczach ligowych i strzelił 1 bramkę.
Szymanek w warszawskiej drużynie grał 6 sezonów. W sumie wystąpił w niej w 74 meczach w polskiej Ekstraklasie i strzelił 3 bramki. Przed sezonem 2006/2007 trafił do greckiego pierwszoligowca - AE Egaleo. W jego barwach rozegrał 29 spotkań. Zadebiutował tam 20 sierpnia w przegranym 1:4 meczu z Panathinaikosem.

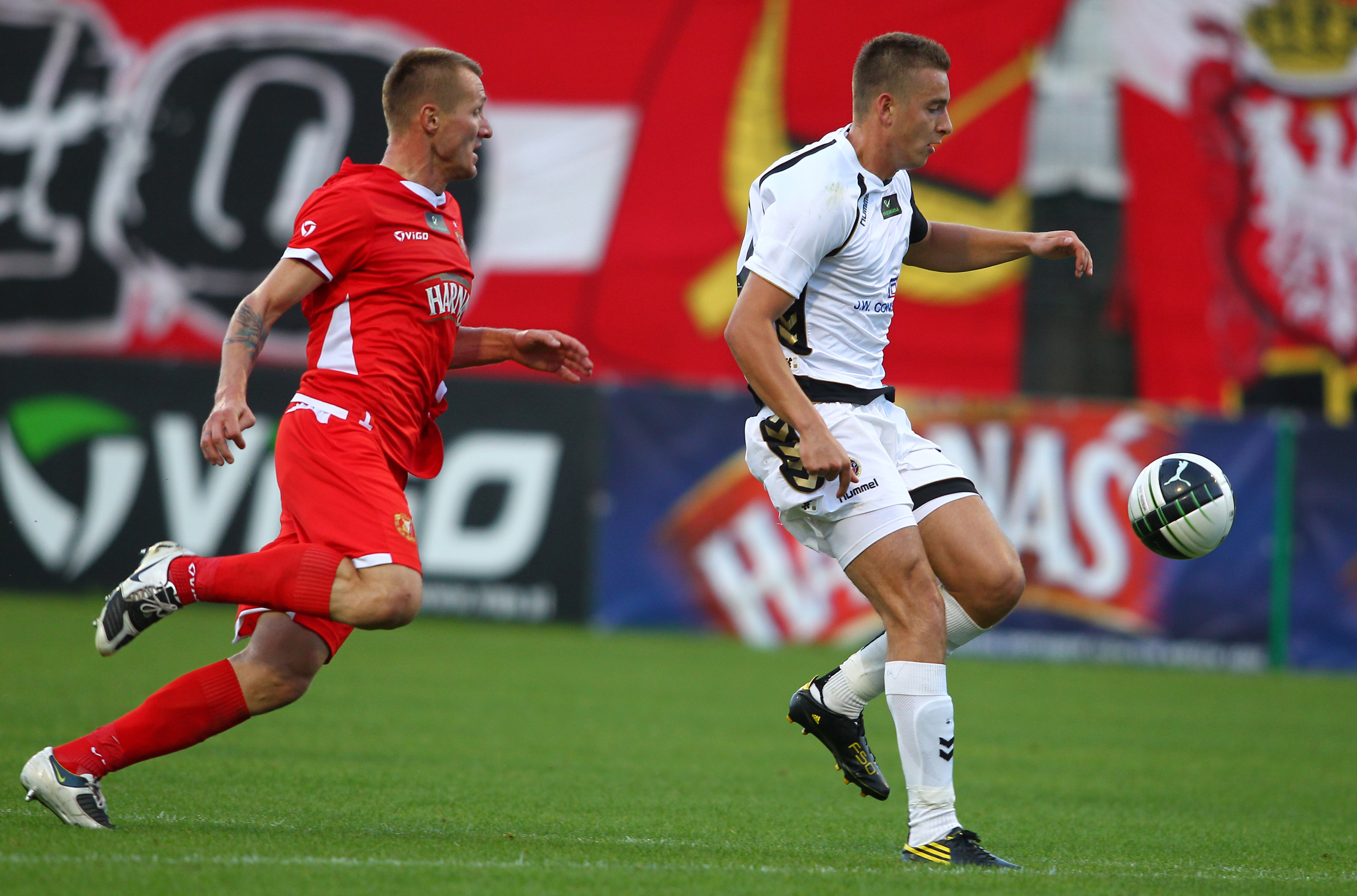
Wojciech Szymanek w barwach Widzewa Łódź i Artur Sobiech w barwach warszawskiej Polonii, (28 sierpnia 2010).

Od rundy wiosennej sezonu 2007/2008 bronił barw Widzewa. W jego barwach zadebiutował 23 lutego 2008 roku w wygranym 4:3 meczu z Odrą Wodzisław. 7 marca strzelił natomiast swoją pierwszą bramkę w barwach łódzkiego zespołu - był to mecz z Lechem Poznań (1:1). Sezon ten nie zakończył się udanie dla łodzian, gdyż spadli do I ligi po zajęciu 15. pozycji w Ekstraklasie.
W rundzie jesiennej sezonu 2008/2009 nie zagrał w żadnym spotkaniu, głównie z powodu kontuzji więzadła krzyżowego. Na boisko powrócił 14 marca 2009 roku w spotkaniu z Koroną Kielce (2:2). Wywalczył awans do Ekstraklasy po zajęciu pierwszego miejsca w I lidze, lecz z powodu decyzji PZPN w związku z aferą korupcyjną Widzew pozostał na kolejny sezon w I lidze. Rok później powtórzył sukces z poprzedniego sezonu.
W czerwcu 2011 roku klub poinformował, że nie przedłuży z piłkarzem z umowy wygasającej 30 czerwca 2011 roku.
W lipcu 2011 roku podpisał dwuletni kontrakt z beniaminkiem ukraińskiej ligi Czornomorcem Odessa. W nowym zespole zadebiutował 10 lipca 2011 roku w przegranym 0:1 meczu z Metalurgiem Donieck. Po zakończeniu sezonu 2011/2012 opuścił odeski klub. W sierpniu 2012 roku został zawodnikiem Polonii Warszawa. W lipcu 2013 roku podpisał umowę z Podbeskidziem.
W 2014 roku, po degradacji Polonii do IV ligi z powodów finansowych, Szymanek ponownie dołączył do drużyny. Po awansie do III ligi zakończył karierę piłkarską i dołączył do sztabu szkoleniowego w roli asystenta. W sezonie 2016/2017, po dymisji Igora Gołaszewskiego, objął funkcję głównego trenera występującej wówczas w II lidze Polonii. Zespół pod jego wodzą spadł do III ligi tracąc po zakończeniu rozgrywek 1 punkt do bezpiecznego miejsca. Szymanek przestał być trenerem, lecz pozostał w klubie jako asystent Krzysztofa Chrobaka. W połowie sezonu 2019/2020 Krzysztof Chrobak opuścił klub zajmujący miejsce w strefie spadkowej III ligi z powodów problemów finansowych. W obliczu złej kondycji finansowej, klub ponownie uczynił z Wojciecha Szymanka głównego trenera z zadaniem utrzymania zespołu w III lidze. W marcu 2020 roku rozgrywki zostały przerwane z powodu pandemii COVID-19  w wyniku czego zespół Szymanka utrzymał się w lidze. Szymanek pozostał na swoim stanowisku po przejęciu klubu przez Gregoire'a Nitot. Na kilka kolejek przed zakończeniem sezonu 2020/2021 Polonia Warszawa poinformowała, że Wojciech Szymanek przestanie być trenerem z powodu niezadowalających wyników w rundzie wiosennej oraz utraty matematycznych szans na awans do II ligi.

## Statystyki
| Sezon       | Klub                | Kraj    | Rozgrywki           | Mecze | Bramki |
| ----------- | ------------------- | ------- | ------------------- | ----- | ------ |
| 1999/00     | Polonia II Warszawa | Polska  |                     |       |        |
| 2000/01     | Polonia Warszawa    | Polska  | I liga              | 2     | 0      |
| 2001/02     | Polonia Warszawa    | Polska  | I liga              | 9     | 1      |
| 2002/03     | Polonia Warszawa    | Polska  | I liga              | 18    | 0      |
| 2003/04     | Polonia Warszawa    | Polska  | I liga              | 20    | 0      |
| 2004/05     | Polonia Warszawa    | Polska  | Idea Ekstraklasa    | 10    | 1      |
| 2005/06     | Polonia Warszawa    | Polska  | Orange Ekstraklasa  | 15    | 1      |
| 2006/07     | AE Egaleo           | Grecja  | Super League Ellada | 29    | 0      |
| 2007/08 (j) | AE Egaleo           | Grecja  | Beta Ethniki        | 0     | 0      |
| 2007/08 (w) | Widzew Łódź         | Polska  | I liga              | 5     | 1      |
| 2008/09     | Widzew Łódź         | Polska  | I liga              | 12    | 0      |
| 2009/10     | Widzew Łódź         | Polska  | I liga              | 20    | 0      |
| 2010/11     | Widzew Łódź         | Polska  | Ekstraklasa         | 25    | 0      |
| 2011/12     | Czornomoreć Odessa  | Ukraina | Premier-liha        | 21    | 0      |
| 2012/13     | Polonia Warszawa    | Polska  | Ekstraklasa         | 8     | 0      |